# 포커 F.IV

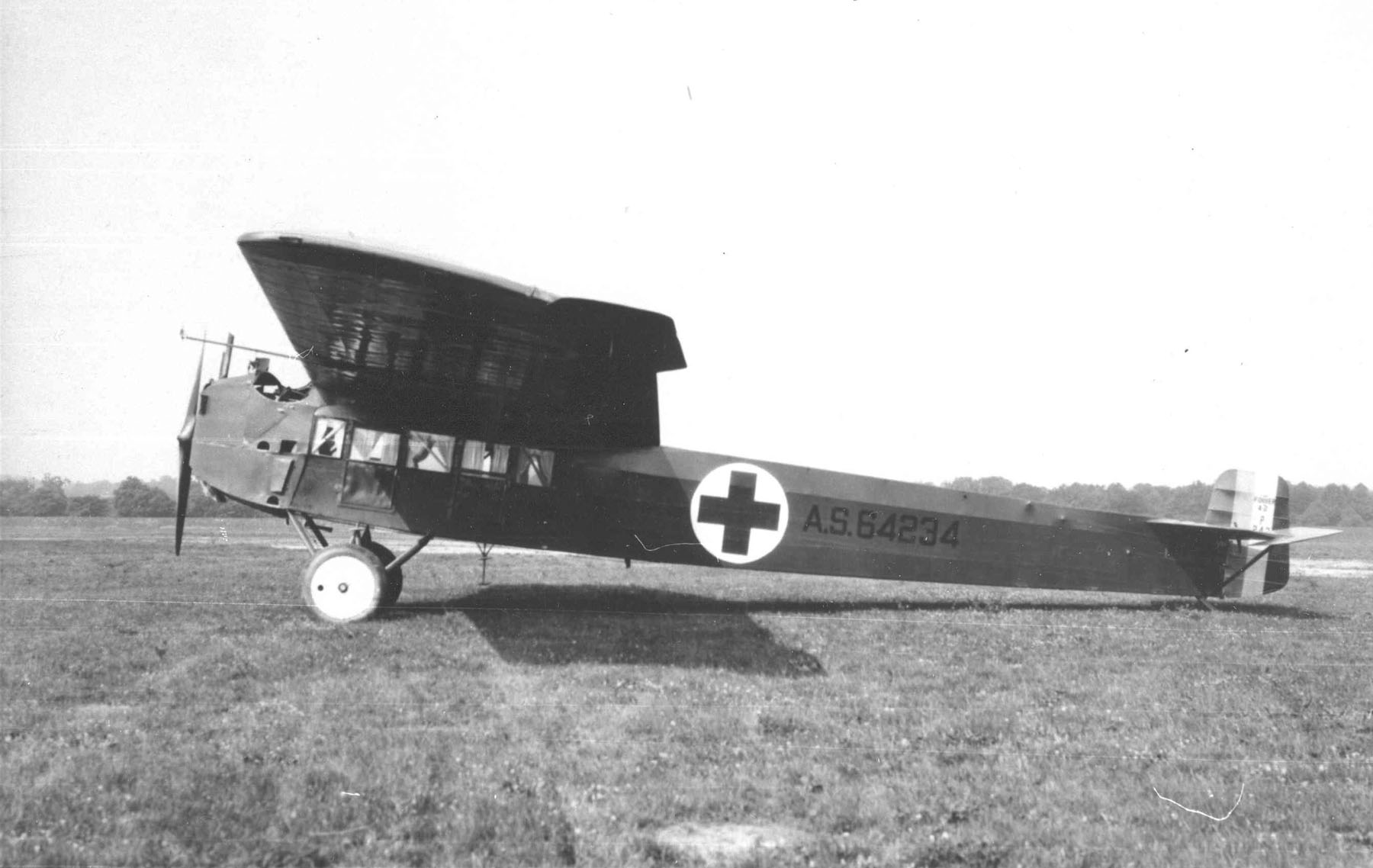

포커 F.IV(Fokker F.IV, 파커 F.IV)는 1920년대 초에 네덜란드에서 설계된 여객기이다. 지금까지 미국 공군의 T-2를 대상으로 2대만 만들어졌다.
포커 F.IV는 고익 외팔보 단엽기로서 제조되었다.

## 사양
- 용적: 12명
- 길이: 15m
- 날개길이: 24.80m
- 높이: 3.34m
- 날개 면적: 34.6 제곱킬로미터

성능
- 최대 속도: 150km/h
- 레인지: 4,100km

## 참고 자료
- Taylor, Michael J. H. Jane's Encyclopedia of Aviation. London: Studio Editions, 1989. ISBN 0-517-69186-8.